# ذا صنداي تلغراف
صنداي تلغراف هي صحيفة بريطانية واسعة النطاق ، تأسست في فبراير 1961 ونشرتها مجموعة تلغراف ميديا.، وهي قسم من Press Holdings .
وهي الصحيفة الشقيقة لصحيفة ديلي تلغراف  التي نشرتها أيضًا مجموعة تلغراف ميديا. كانت صحيفة صنداي تلغراف في الأصل عملية منفصلة مع هيئة تحرير مختلفة ، ولكن منذ عام 2013 كانت Telegraph عملية لمدة سبعة أيام.

## الروابط الخارجية
- الموقع الرسمي